# أندي جي
أندي جي (بالألمانية: Andy Gee)‏ هو موسيقي ألماني، ولد في 1 سبتمبر 1950 في برلين في ألمانيا.

## وصلات خارجية
- الموقع الرسمي
- أندي جي على موقع ميوزك برينز (الإنجليزية)